# 鮎川町
鮎川町（あゆかわまち）は、昭和30年（1955年）まで宮城県牡鹿郡の南東部にあった町。現在の石巻市鮎川浜・網地浜・十八成浜・長渡浜および鮎川大町・鮎川浜丁にあたる。

## 地理
『牡鹿郡史』（1923年刊行）には、『鮎川村は牡鹿半島の盡くる所にあり。鮎川、十八成背後の渓谷の外山岳重疊して平地極めて少し。（中略）捕鯨會社の事業場ここに設置せられ、市街地に殷賑なり。』とあり、域内には山地が多く、平地が少なかったことが記されている。

## 沿革
- 明治22年（1889年）4月1日 - 町村制施行にともない、鮎川浜・網地浜・十八成浜・長渡浜の計4か村が合併して鮎川村が発足。
- 明治39年（1906年） - 東洋漁業株式会社の事業所が域内に建設され、人口が急増し始める。
- 昭和15年（1940年）12月1日 - 町制施行し、鮎川町となる。
- 昭和30年（1955年）3月26日 - 大原村と合併し、牡鹿町となる。

## 行政
- 歴代村長

| 代 | 氏名         | 就任                   | 退任                       | 備考 |
| -- | ------------ | ---------------------- | -------------------------- | ---- |
| 1  | 遠藤庄吉     | 明治22年（1889年）4月  | 明治30年（1897年）4月      |      |
| 2  | 大森安五郎   | 明治30年（1897年）4月  | 明治31年（1898年）8月      |      |
| 3  | 遠藤庄吉     | 明治31年（1898年）11月 | 明治33年（1900年）3月      | 再任 |
| 4  | 和泉恒太郎   | 明治33年（1900年）3月  | 明治40年（1907年）4月      |      |
| 5  | 佐竹雄平     | 明治40年（1907年）4月  | 大正元年（1912年）8月      |      |
| 6  | 大森武治郎   | 大正元年（1912年）8月  | 大正9年（1920年）5月       |      |
| 7  | 後藤久治郎   | 大正9年（1920年）6月   | 大正13年（1924年）5月      |      |
| 8  | 嶋長太郎     | 大正13年（1924年）6月  | 大正15年（1926年）11月     |      |
| 9  | 大森武治郎   | 大正15年（1926年）11月 | 昭和5年（1930年）11月      | 再任 |
| 10 | 和泉恒太郎   | 昭和5年（1930年）11月  | 昭和7年（1932年）12月      | 再任 |
| 11 | 後藤久治郎   | 昭和8年（1933年）2月   | 昭和12年（1937年）1月      | 再任 |
| 12 | 大森竹治郎   | 昭和12年（1937年）4月  | 昭和13年（1938年）10月     |      |
| 13 | 阿部三郎兵衛 | 昭和13年（1938年）10月 | 昭和15年（1940年）11月30日 |      |

- 歴代町長

| 代 | 氏名         | 就任                      | 退任                      | 備考         |
| -- | ------------ | ------------------------- | ------------------------- | ------------ |
| 1  | 阿部三郎兵衛 | 昭和15年（1940年）12月1日 | 昭和17年（1942年）3月     | 村長より留任 |
| 2  | 和泉太三郎   | 昭和17年（1942年）4月     | 昭和21年（1946年）11月    |              |
| 3  | 鈴木良吉     | 昭和22年（1947年）4月     | 昭和30年（1955年）3月25日 |              |